# تیسین
تیتزیانو وچلی (به ایتالیایی: Tiziano Vecelli) مشهور به تیسین (به فرانسوی: Titien) (حدود ۱۵۷۶–۱۴۸۷) نقاش و نگارگر ایتالیایی سدۀ شانزدهم میلادی است. او از معروف‌ترین اعضای مکتب ونیز در قرن شانزدهم میلادی بود. او یکی از استادان نامدار دوران رنسانس است که معاصرانش او را «خورشیدی در میان ستارگان خُرد» می‌دانستند.

## زندگی‌نامه
او در سال ۱۴۸۸ در روستای پیوه دی کادوره نزدیک شهر بلونو ناحیۀ ونتو جمهوری ونیز زاده شد. پدرش جورجو وچلیو و مادرش لوچیا نام داشتند. تاریخ دقیقی از تولدش در دسترس نیست.
معلمان وی جنتیله و جووانی بلینی و همچنین جورجو داکستل فرانکو بودند. او همکار جورجنه بود. مدتی در پادوا کار کرد، پس از بازگشت به ونیز نقاش محفل‌های روشن فکر و ثروتمند شد وبا پیترو آرتینو دوستی نزدیک برقرار ساخت. به زودی اهمیتی برابر با مقام هنری میکل آنژ پیدا کرد. شاهان و امیران برای استخدام او با هم به رقابت پرداختند. پس از مرگ بلینی به مقام نقاش رسمی جمهوری ونیز برگزیده شد (۱۵۱۶). در همان سال دوک فرارا چند نقاشی اساطیری به او سفارش داد. مدتی بعد چهرگان خاندان گندزاگا در مانتوا را نقاشی کرد. مرگ زنش (۱۵۲۳) تأثیری عمیق بر او گذاشت. تی شِن در خلال سال‌های ۱۵۳۰ الی ۱۵۵۰ سبک نمایشی و مهیجی را که با تابلوی مرگ پیتر مقدس و شهید آغاز کرده بود گسترش داد. کارلوس پنجم را در بولونیا دید و به پاداش یک نقاشی از چهرهٔ او لقبی اشرافی گرفت (۱۵۳۳). سپس تک چهره‌ای از پاولوس سوم ساخت و دو سال بعد به واتیکان دعوت شد. در رم به ملاقات میکل آنژ رفت و پس از این دیدار گرایشی به منریسم در کارش رخ نمود. در جریان اجرای سفارش‌های دربار اکسبورگ شیوهٔ چهره‌نگاری رسمی را ابداع کرد که بعدها توسط روبنس و دیک به کار گرفته شد. هم چنین پی از آنکه به خدمت فیلیپ دوم درآمد (۱۵۵۳) اسلوب رنگ آمیزی و قلم‌زنی آزادانهٔ خود را به حد کمال رسانید.
تحول کار خلاقهٔ تی شِن همچون روند زندگانیش پر شتاب بود. او به سرعت شیوه‌ای توانمند و بیانگر بر اساس سبک شاعرانهٔ جورجنه پدیدآورد. احساسات درباریان، نیروهای کیهانی، راز زندگی و مرگ، خوشی‌های عشق مقدس و شهوانی از جمله مضمون‌هایی بودند که او در سراسر عمر پربار خود به آنها پرداخت. در مقام یک استاد رنگ‌پرداز به اسلوبی دست یافت که همراه با تکامل نقاشی‌اش بغرنج‌تر و آزادانه‌تر شد و سرانجام به حدی رسید که می‌توان آن را پیش‌آگهی تجربیات امپرسیونیست‌ها دانست. او برای تکمیل طرح زیر رنگی که غالباً روی بوم زبر اجرا می‌کرد لایه‌های متعددی از لعاب رنگ روغنی به کار می‌برد. بدین طریق نه فقط به عمق رنگی و بافت غنی دست می‌یافت بلکه از رنگ چون وسیله‌ای برای سازمان دهی شکل‌ها سود می‌جست.
تی شِن مضمون باستانی الههٔ برهنه را در نقاشی اروپایی متداول کرد. او در چهره‌نگاری نیز دستی توانا داشت. حدود پنجاه تک چهرهٔ برجامانده از او نخستین نمونه‌های چهره‌نگاری روانشناختی به‌شمار می‌آید. نقاشی‌های مذهبی اش طیفی متنوع از تجسم نفسانیت تا نمایش فاجعه و دردمندی را شامل می‌شود. هنرمندان برجسته‌ای چون روبنس، ولاسکز و رامبراند به میزان زیادی ازین دستاوردهای تی شِن بهره گرفته‌اند.
او در ۲۷ اوت ۱۵۷۶ در همه‌گیری مرض طاعون در ونیز درگذشت.

## آثار

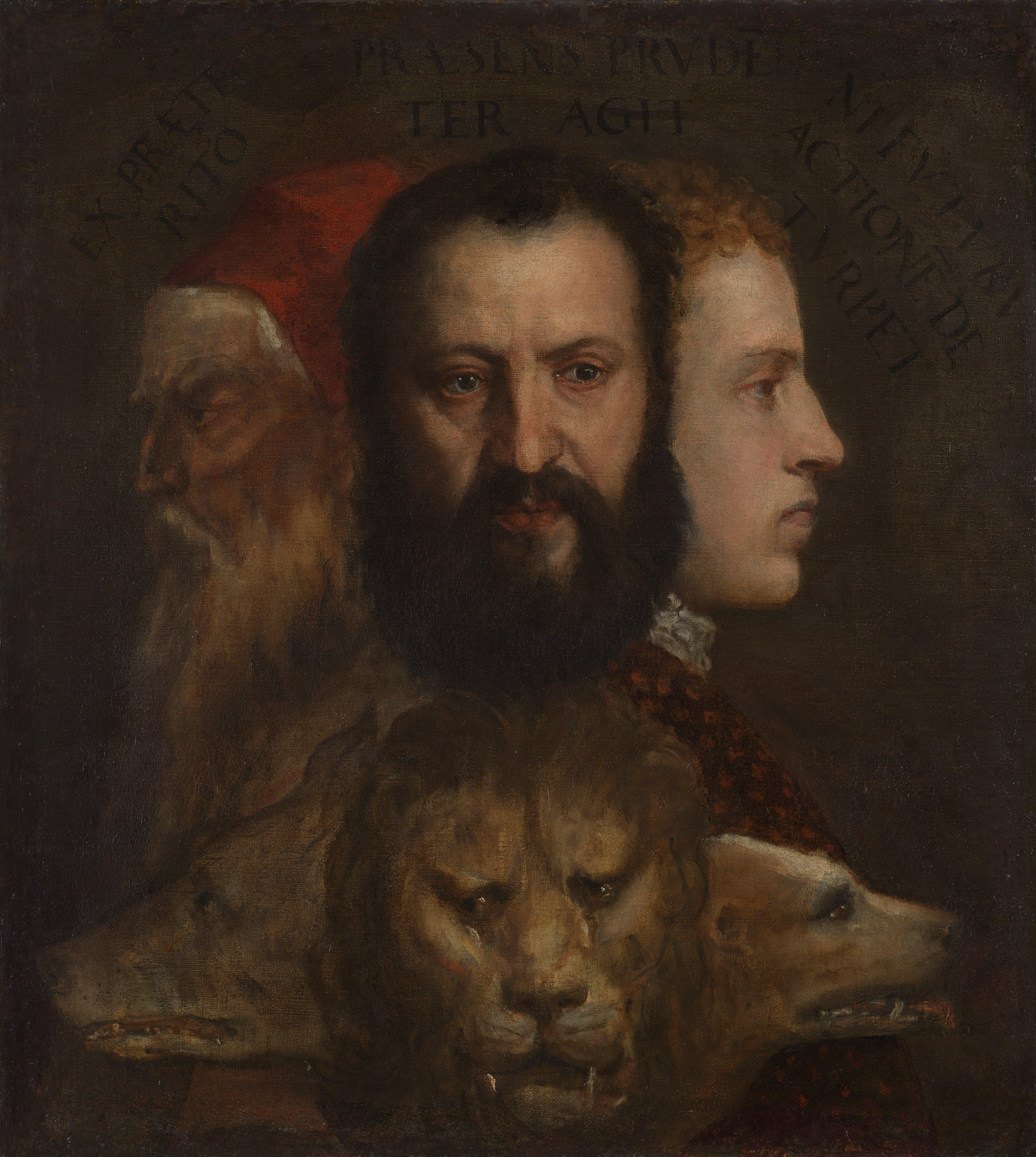
تمثیل احتیاط یک نقاشی رنگ روغن روی بوم اثر تیسین است. این نقاشی سه سر انسان را نشان می‌دهد که هر کدام به جهت‌های مختلفی نگاه می‌کنند و بالای سر سه حیوان (از چپ به راست، یک گرگ، یک شیر و یک سگ) قرار دارند. این نقاشی در نگارخانۀ ملی لندن نگهداری می‌شود. این نقاشی بین سال‌های ۱۵۵۰–۱۵۶۵ کشیده شده است.

- ونوس اوربینو (۱۵۳۸)
- گذاشتن تاج خار بر سر مسیح (۱۵۷۵)
- جشن می‌گساری (۱۵۱۸)
- مردی با دستکش (۱۵۱۹)
- کارلوس پنجم (۱۵۳۳)